# Telega (pojazd)

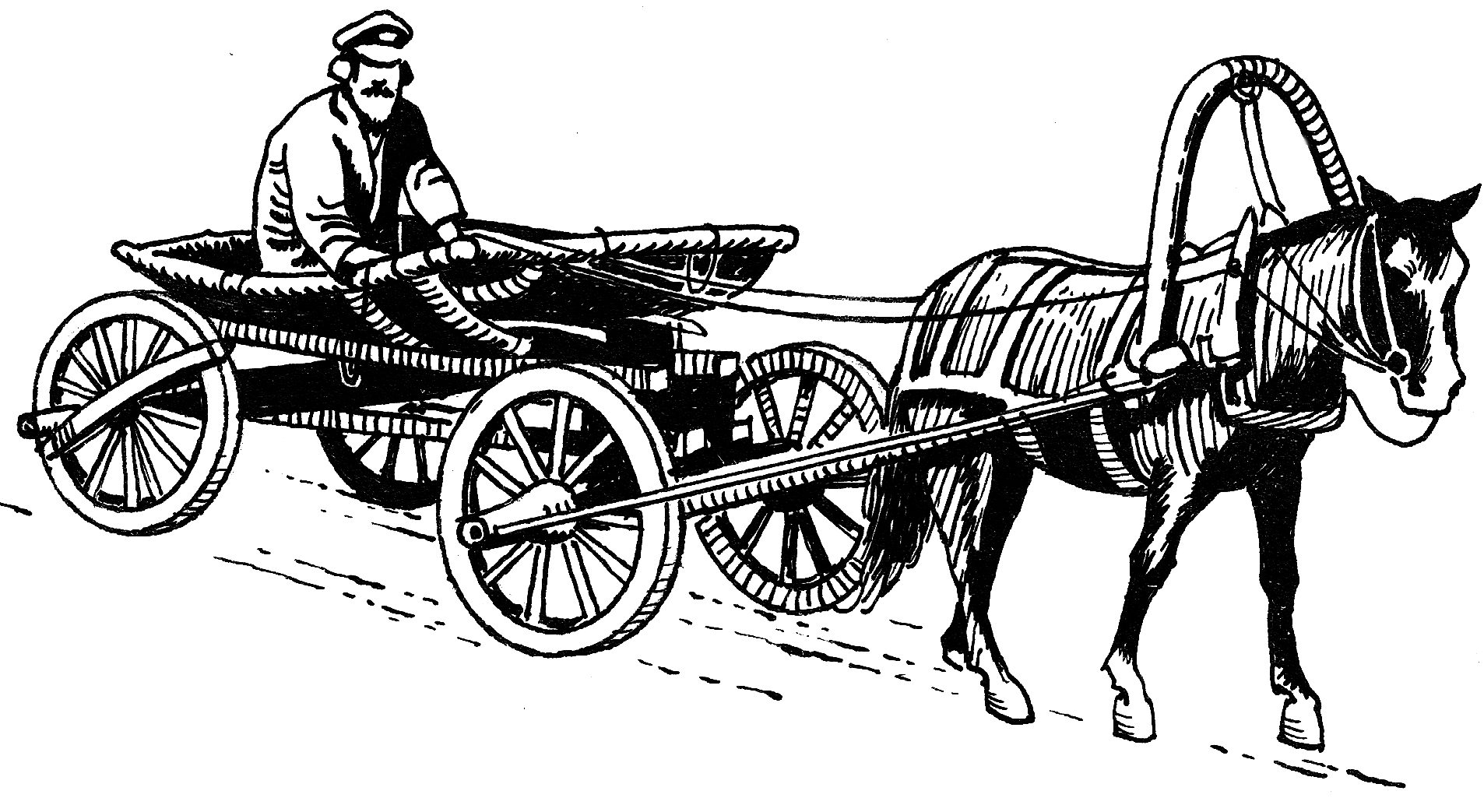
Chłopska telega

Telega (ros. телега), teleżka, talaga – prosty wóz gospodarski używany dawniej na ziemiach polskich i innych krajów wschodnioeuropejskich (m.in. Rosji). 
Był to czterokołowy pojazd o ciężkiej konstrukcji, co najmniej od XVIII wieku używany do przewozu towarów i osób oraz do prac gospodarskich. Zwykle jednokonny, z zaprzęgiem wyposażonym w dugę, zazwyczaj niekryty, pozbawiony resorowania.
Według A. Brücknera termin ten jest pochodzenia ruskiego, notowany od początku XVII w. a określający kolasę; w różnych wariantach przeniesiony następnie do innych języków słowiańskich, także węgierskiego, tureckiego.